# Maciej Kucharek
Maciej Kucharek (ur. 20 lipca 1993 w Łowiczu) – polski koszykarz grający na pozycji niskiego skrzydłowego. Mistrz Polski z sezonu 2014/2015 i wicemistrz z sezonu 2013/2014, zdobywca Pucharu Polski z sezonu 2014/2015, obecnie zawodnik MKS-u Dąbrowy Górniczej.
5 lipca 2016 został zawodnikiem MKS-u Dąbrowy Górniczej.
Karierę rozpoczynał od występów w Księżaku Łowicz. Potem przeniósł się do AZS-ie Politechnika Warszawska w sezonie 2009/2010 (w klubie tym grał później także w sezonie 2011/2012). W sezonie 2015/2016 zawodnik AZS Koszalin. W swojej karierze reprezentował także barwy klubów Polonia 2011 Warszawa, Start Gdynia, Stelmet Zielona Góra i Muszkieterowie Nowa Sól. Rozegrał ponad 80 meczów w Polskiej Lidze Koszykówki.
Reprezentant kraju do lat 20, uczestnik mistrzostw Europy w tej kategorii wiekowej w 2012.
31 lipca 2018 dołączył po raz kolejny w karierze do AZS-u Koszalin.
10 lipca 2019 został zawodnikiem Kinga Szczecin.
17 września 2020 zawarł umowę z I-ligowym Księżakiem Łowicz.
19 lutego 2021 dołączył do Arged BM Slam Stali Ostrów Wielkopolski. 8 lipca 2021 podpisał umowę z Grupą Sierleccy-Czarnymi Słupsk. 3 grudnia 2022 został zawodnikiem MKS-u Dąbrowy Górniczej.
Jego postać można znaleźć w grze NBA 2K15.

## Osiągnięcia
Stan na 28 grudnia 2022.
Drużynowe
- Mistrz Polski (2015, 2021[11])
- Wicemistrz Polski (2014)
- Zdobywca pucharu Polski (2015)

Reprezentacja
- Uczestnik mistrzostw Europy U–20 dywizji B (2012 – 5. miejsce)[3]